# Josefa Dominga Balcarce
Josefa Dominga Balcarce (Le Grand Bourg, hoy un barrio del suburbio parisino de Évry-Courcouronnes, 14 de julio de 1836-Brunoy, 17 de abril de 1924), también conocida como Josefa Pepa Dominga, fue la segunda hija del matrimonio entre Mariano Severo Balcarce y Mercedes Tomasa San Martín y Escalada, conocida por ayudar a mantener las memorias de su abuelo José de San Martín y por su labor humanista durante la Primera Guerra Mundial en Francia.
Desde 1854 vivió en Brunoy, una pequeña localidad situada a 23 km de París.
En 1860, su hermana María Mercedes murió a los 27 años, soltera sin descendencia. Ese mismo año, Balcarce se casó con el diplomático mexicano Fernando Gutiérrez de Estrada y Gómez de la Cortina, hijo del político y diplomático José María Gutiérrez de Estrada. Cumplió un importante papel para la preservación de la memoria de su abuelo materno, ya que proporcionó información que permitió completar las primeras biografías sobre él. En 1895, por pedido del Museo Histórico Nacional Argentino, donó todos los muebles y objetos de San Martín, indicando el orden en el que el general los tenía y usaba, lo que permitió la réplica de su casa en el museo.
Creó en Brunoy la Fundación Balcarce y Gutiérrez de Estrada para dar albergue y alimento a quienes lo necesitasen. Su casa se adaptó para convertirse en un asilo de ancianos, y el parque sirvió como huerta para las personas carenciadas.
Cuando estalló la Primera Guerra Mundial, el albergue se convirtió en un hospital, donde atendía tanto alemanes como franceses. Una vez terminada la guerra, Francia la condecoró con la Legión de Honor. A los ochenta y cuatro años, donó todas sus posesiones al Patronato de la Infancia, en Argentina, además donó la fundación a la Sociedad Filantrópica de París, que sigue existiendo.
Murió el 17 de abril de 1924. A diferencia de sus padres y hermana, el gobierno francés se opuso a que su cuerpo fuese trasladado a la Argentina, por su condición de heroína. Una de las calles principales de Brunoy (actualmente rue du pont Perronet) recibió su nombre como reconocimiento.